# مسجد أبو بكر الصديق (بوغوتا)
مسجد أبو بكر الصديق (بالإسبانية: Mezquita Abou Bakr Al-Siddiq)‏: هو مسجد في بوغوتا، كولومبيا.

## التاريخ
تم شراء الأرض التي يقع عليها المسجد اليوم في 2010. وسرعان ما بدأ بناء المسجد في نفس العام. وتم الانتهاء منه بعد ذلك بعام في 2011، وتم افتتاحه رسميًا في نفس العام.

## العمارة
المسجد هو أكبر مسجد في بوغوتا. 

## أنظر أيضا
- الإسلام في كولومبيا